# Bíborszín (film, 1985)
A Bíborszín (eredeti cím: The Color Purple) 1985-ben bemutatott amerikai történelmi filmdráma, melyet Steven Spielberg rendezett. A forgatókönyvet Menno Meyjes írta, Alice Walker 1982-ben kiadott, azonos című Pulitzer-díjas regénye alapján. A film zenéjét a produceri feladatkört is ellátó Quincy Jones szerezte. A főbb szerepekben Whoopi Goldberg, Danny Glover, (elsőfilmes színésznőként) Oprah Winfrey, Margaret Avery, és Adolph Caesar látható.
Az Amerikai Egyesült Államokban 1985. december 18-án bemutatott film bevételi és kritikai sikert aratott. A kritikusok dicsérték a színészi játékot (különösen Goldberg alakítását), a rendezést, a forgatókönyvet, a kísérőzenét és a film művészi értékét. A „túlzottan szentimentális” és „sztereotip” jellege miatt azonban bírálatok is érték. Az 58. Oscar-gálán tizenegy kategóriában jelölték díjra, de ezek közül egyet sem nyert meg. A 43. Golden Globe-gálán öt jelölést szerzett, Goldberg a legjobb női főszereplőnek járó díjat vehette át.
2023-ban került mozikba az eredeti regény musicalváltozata, hasonló címmel.

## Cselekmény
A film a 20. század elején kezdődik. Az Amerikai Egyesült Államok déli részén, Hartwellben élő, tizennégy éves afroamerikai Celie Harris egy emberöltőt átívelő élettörténetét meséli el. Celiának gyerekkorától kezdve szembe kell néznie olyan traumákkal és nehézségekkel, mint a családon belüli erőszak (miután agresszív apja kislányként megerőszakolja és teherbe ejti), a szegénység, a rasszizmus és a szexizmus.

## Szereplők
| Színész                                              | Szerep                     | Magyar hang           | Magyar hang             |
| Színész                                              | Szerep                     | 1. szinkron (1987–88) | 2. szinkron             |
| ---------------------------------------------------- | -------------------------- | --------------------- | ----------------------- |
| Celie Harris-Johnson                                 | Whoopi Goldberg            | Martin Márta          | Pregitzer Fruzsina      |
| Celie Harris-Johnson                                 | Desreta Jackson (fiatalon) | Szerencsi Éva         | Csellár Réka            |
| Albert "Mister" Johnson                              | Danny Glover               | Ujlaki Dénes          | Gáti Oszkár             |
| Sofia                                                | Oprah Winfrey              | Pregitzer Fruzsina    | Kocsis Mariann          |
| Shug Avery                                           | Margaret Avery             | Bánsági Ildikó        | Vándor Éva              |
| Shug Avery                                           | Táta Vega (énekhang)       |                       |                         |
| Nettie Harris                                        | Akosua Busia               |                       |                         |
| Nettie Harris                                        | Akosua Busia               | Götz Anna             | Biró Anikó              |
| Nettie Harris                                        | Akosua Busia               | Götz Anna             | Szénási Kata (fiatalon) |
| Ol' Mister Johnson, Mister apja                      | Adolph Caesar              |                       | Gruber Hugó             |
| Harpo Johnson, Mister fia                            | Willard Pugh               | Gyabronka József      | Bor Zoltán              |
| Harpo Johnson, Mister fia                            | Howard Starr (fiatalon)    |                       |                         |
| Mary "Squeak" Agnes                                  | Rae Dawn Chong             |                       | Farkasinszky Edit       |
| napszámoslegény                                      | Laurence Fishburne         |                       |                         |
| Samuel tiszteletes, Adam és Olivia örökbefogadó apja | Carl Anderson              |                       |                         |
| Prédikátor, Shug apja                                | John Patton Jr.            |                       | Makay Sándor            |
| Miss Millie                                          | Dana Ivey                  |                       | Jani Ildikó             |
| Grady                                                | Bennet Guillory            |                       | Csankó Zoltán           |
| Henry Buster Broadnax                                | James Tillis               |                       | Bognár Zsolt            |
| Papa Harris, Celie és Nettie bántalmazó apja         | Leonard Jackson            |                       | Kristóf Tibor           |

## Fordítás
- Ez a szócikk részben vagy egészben  a   The Color Purple (1985 film) című angol Wikipédia-szócikk ezen változatának fordításán alapul.  Az eredeti cikk szerkesztőit annak laptörténete sorolja fel. Ez a jelzés csupán a megfogalmazás eredetét és a szerzői jogokat jelzi, nem szolgál a cikkben szereplő információk forrásmegjelöléseként.